# Ein besonderer Tag
Ein besonderer Tag (Originaltitel: Una giornata particolare) ist ein italienisch-kanadisches Filmdrama des Regisseurs Ettore Scola aus dem Jahr 1977 mit Sophia Loren und
Marcello Mastroianni in den Hauptrollen.

## Handlung
Der Film spielt in der italienischen Hauptstadt Rom. Es ist der 6. Mai 1938, der Tag, an dem während des Staatsbesuches Hitlers in Rom vom 3. bis 9. Mai 1938 eine große Parade zu Ehren von Adolf Hitler und dem italienischen Ministerpräsidenten Benito Mussolini stattfindet. In einem Appartementkomplex lebt das Ehepaar Emanuele und Antonietta mit seinen sechs Kindern. Emanuele, der wie seine Frau ein Anhänger der Faschisten ist, geht mit den Kindern in die Stadt, um der Parade beizuwohnen. Antonietta bleibt zu Hause, um den Haushalt zu machen; ihr entfliegt der von der Familie geliebte Beo.  Antonietta bemerkt, dass in der Wohnung gegenüber, vor der sich der Vogel niedergelassen hat, ein Mann sitzt, und klingelt dort. Gabriele – der kurz davor war, sich eine Kugel in den Kopf zu schießen – hilft Antonietta, den Beo wieder einzufangen.
Einsam wie sie ist, beginnt Antonietta mit Gabriele zu flirten. Gabriele ist Rundfunksprecher, wurde aber entlassen. Antonietta erfährt von der Hausmeisterin, dass Gabriele vom Rundfunk vor die Tür gesetzt wurde, weil er kein überzeugter Faschist sei. Die naive und oberflächliche Frau ist schockiert, als Gabriele ihr gesteht, dass er homosexuell ist, schämt sich dann aber der Ohrfeige, die sie ihm gegeben hat. Sie geht zu ihm, um sich zu entschuldigen, und sie lieben sich. „Man kann als Homosexueller auch mal eine Frau lieben,“ sagt Gabriele, „aber das ändert nichts.“ Seine sexuelle Ausrichtung ist der Grund für seine Entlassung. Sein bester Freund wurde bereits nach Sardinien deportiert. Antonietta möchte Gabriele wiedersehen, doch er wird von der Polizei abgeholt, nachdem Emanuele mit den Kindern zurückgekehrt ist.
Durch die martialischen Radiokommentare, das immer wieder gespielte Horst-Wessel-Lied, „Giovinezza“ und die Nationalhymnen, alles aus dem Off, bekommt der Film einen raffinierten doppelten Boden; wie beiläufig entlarvt er die Hohlheit und Verlogenheit des faschistischen Systems.

## Kritiken
Das Lexikon des internationalen Films bezeichnete den Film als einen „der eigenständigsten und künstlerisch überzeugendsten italienischen Filme der 70er Jahre.“
Auch die Filmzeitschrift Cinema lobte den Film als „überzeugend besetztes Spiel der leisen Töne.“
Vincent Canby von der New York Times beschrieb die für Loren und Mastroianni darstellerische Tour de Force als lustig und menschenfreundlich.

## Auszeichnungen
- Preise
  - Globo d’Oro für Marcello Mastroianni (Bester Darsteller), Sophia Loren (Beste Darstellerin) und Ettore Scola (Bester Film)
  - Golden Globe als Bester fremdsprachiger Film, dazu eine Nominierung für Marcello Mastroianni als Bester Hauptdarsteller in einem Drama
  - David di Donatello für Ettore Scola und Sophia Loren
  - César als Bester ausländischer Film
  - Nastro d’Argento für die Beste Hauptdarstellerin, die beste Musik und das beste Drehbuch
- Nominierungen
  - Oscars in den Kategorien Bester fremdsprachiger Film und Bester Hauptdarsteller (Mastroianni)
  - Goldene Palme bei den Internationalen Filmfestspielen von Cannes

## Hintergrund
Die Uraufführung fand am 17. Mai 1977 bei den Internationalen Filmfestspielen von Cannes statt. In Deutschland wurde der Film erstmals am 22. Mai 1979 im Rahmen einer TV-Premiere des Senders ZDF gezeigt.
Alessandra Mussolini, Enkelin des Faschistenführers und Nichte von Sophia Loren, ist in der Rolle der Tochter Maria Luisa zu sehen.